# Curt Bergsten
Curt ou Kurt Bergsten, né le 24 juin 1912 et mort le 21 juillet 1987, est un footballeur international suédois, qui évoluait en tant qu'attaquant.

## Carrière
Il passe sa carrière de club dans le club suédois de l'Allsvenskan du Landskrona BoIS.
En 1938, il participe avec l'équipe de Suède à la coupe du monde 1938 en France.
Il devient, après la seconde guerre mondiale, entraîneur du Kågeröds BoIF.